# Hortus Botanicus Leiden
Pour les articles homonymes, voir Hortus (homonymie).
 (août 2017).
Si vous disposez d'ouvrages ou d'articles de référence ou si vous connaissez des sites web de qualité traitant du thème abordé ici, merci de compléter l'article en donnant les références utiles à sa vérifiabilité et en les liant à la section « Notes et références ».
Le jardin botanique de l’université de Leyde (Hortus Botanicus Leiden, nom issu du latin) est le plus vieux jardin botanique aux Pays-Bas et l’un des premiers créés dans le monde. Il est situé dans la partie sud-ouest du centre historique de la ville, entre le bâtiment de l’Académie des sciences et l'observatoire de Leyde.

## Histoire
En 1587, la jeune université de Leyde demande au maire du bourg la permission d’établir un jardin botanique derrière le bâtiment de l’Académie, pour que les étudiants de médecine puissent bénéficier de réelles plantes. La permission fut obtenue en 1590, grâce au professeur français reconnu de botanique Charles de L'Écluse, arrivé à Leyde en 1593. Les connaissances, la réputation et les contacts internationaux de Clausius lui permirent de mettre en place une très grande collection de plantes. Il insista également auprès de la Compagnie néerlandaise des Indes orientales (Vereenigde Oostindische Compagnie, VOC) pour collecter des plantes vivantes et des spécimens séchés dans les territoires explorés par les marins et aventuriers. Le jardin original mis en place par Clausius était petit (quelques dizaines de mètres carrés), mais contenait plus de 1 000 espèces végétales différentes.
La collecte des plantes tropicales (provenant des Indes) et subtropicales (provenant de la colonie du Cap) fut continuée sous les successeurs de Charles de L’Écluse, Pieter Pauw, Evrard Vorst, son fils Adolphus Vorstius et al. Herman Boerhaave (1668-1738), directeur du jardin de 1709 à 1730, contribua en particulier grandement à la renommée du site grâce à ses efforts pour collecter de nouvelles plantes et spécimens, et grâce à ses publications, comme un catalogue des plantes trouvables au jardin.
Une autre contribution majeure à la collection fut faite par Philipp Franz von Siebold, un médecin allemand, qui fut employé par la VOC à Deshima (Japon) de 1823 jusqu’à son expulsion du pays en 1829. Durant cette période, il collecta de nombreuses plantes vivantes ou séchées à travers toute l’île (comme également des animaux, des objets ethnographiques, ou des cartes) et les envoya à Leyde.
La première serre apparaît au jardin dans la seconde moitié du XVIIe siècle, et la monumentale orangerie fut construite entre 1740 et 1744. Le jardin fut progressivement étendu jusqu’en 1817. En 1857, une partie fut utilisée pour la construction du nouvel observatoire de Leyde.

## Collection
D’un point de vue historique, le vieux cytise faux ébénier (Laburnum anagyroides), planté en 1601, le tulipier de Virginie (Liriodendron tulipifera) en 1682 et le Ginkgo (Ginkgo biloba) de 1785 sont les plus souvent mentionnés.
Dans l'orangerie récemment[Quand ?] rénovée et le nouveau jardin d’hiver se trouvent des Victoria amazonica et d’autres plantes tropicales, ainsi qu’une large collection de plantes subtropicales. Le parc abrite de nombreuses espèces d'arbres et de plantes herbacées.
Un jardin japonais en l’honneur de Von Siebold ouvrit par ailleurs ses portes en 1990. Le proche jardin Clusius (Clusiustuin) est une recréation immaginée par Lourens Baas Becking en 1931, rénovée en 1990, du jardin original de Clausius, basée sur la liste des plantes du progesseur[Quoi ?], datée de la fin du XVIe siècle (1594).
D’un point de vue scientifique, le jardin botanique de l'université de Leyde est connu pour ses collections d'Araceae asiatiques (en particulier Amorphophallus titanum), d'Hoya, de Dischidia, de Nepenthes, d'orchidées asiatiques et de fougères.